# Colique néphrétique
 Mise en garde médicale
La colique néphrétique (du grec ancien : νεφρός, néphros, « rein ») désigne des douleurs paroxystiques, violentes, spontanées ou provoquées (secousses) de la fosse lombaire allant vers les organes génitaux. Elle requiert une prise en charge immédiate. La douleur ressentie lors d'une colique néphrétique est réputée comme étant l'une des plus vives décrites en médecine, elle est comparée par des femmes à la douleur d'un accouchement sans péridurale.

## Physiopathologie
Cette douleur est le résultat d'une obstruction de la voie d'excrétion du haut appareil urinaire, le plus souvent consécutive à un calcul rénal (lithiase urinaire) dans l'uretère. L'enclavement de la lithiase gêne la descente des urines vers la vessie, mettant en tension l'arbre urinaire en amont comprenant les cavités pyélo-calicielles, à l'origine de la douleur.
Bien souvent, le diagnostic est uniquement clinique parce que le patient a eu une hématurie et a éventuellement émis un calcul, ou parce qu'il est lithiasique connu et que ce n'est pas sa première crise. L'hématurie est lié au fait que la lithiase étant calcique la plupart du temps, elle irrite et lèse l'uretère (comme un caillou lèserait la peau).
Dans la majorité des cas, ce sont des calculs à base de calcium (visibles à la radiographie), le plus commun étant celui composé d'oxalate de calcium (environ 50 % des cas). Ensuite, viennent les calculs d'acide urique (produit de dégradation des acides nucléiques). Enfin, de composition plus rare, sont les calculs de cystine (maladie héréditaire appelée cystinurie).

## Épidémiologie
Aux urgences, la colique néphrétique motive 1 à 2 % des entrées aux services de soins d’urgence.
Pour 90 % des cas, la colique néphrétique est due à une lithiase urinaire (les autres cas sont essentiellement le caillot de sang et la tumeur pyélique). 
La colique néphrétique affecte 10 % de la population des pays industrialisés et récidive dans 50 % des cas. Le nombre moyen d'épisodes dans la vie est d'environ trois. La lithiase se manifeste en moyenne autour de l'âge de 30 ans. Il est à noter qu'environ 80 % des calculs s'expulsent spontanément avec ou sans traitement.
Lorsque la cause est lithiasique, les hommes sont plus touchés que les femmes (ratio de 1,5 à 2,5 dans les pays industrialisés, jusqu'à 20 dans les pays à faible niveau socio-économique). La population masculine expulse plus spontanément sa lithiase mais récidive plus fréquemment que la population féminine. Il existe une corrélation positive avec l'indice de masse corporelle, le risque étant plus élevé à IMC équivalent chez la femme. L'IMC est également corrélé au risque de récidive, avec un risque maximal chez les personnes obèses. La lithiase est également augmentée dans le diabète sucré.

## Symptômes
Le maître symptôme est la douleur qui est typiquement brutale et intense, unilatérale, lombaire (région de la fosse lombaire) avec une irradiation antérieure et descendante vers la fosse iliaque et les organes génitaux externes, sans position soulageante, sans facteur déclenchant ou aggravant. Elle est plus fréquente le matin par diminution de la production urinaire, et durant les saisons chaudes. On observe une augmentation de sa prévalence ces dernières années, expliquée entre autres par la hausse des températures[réf. nécessaire].
Elle peut être associée à des signes digestifs (nausées et vomissements, ballonnements et arrêt du transit) ; des signes urinaires (envie plus fréquente d'uriner (pollakiurie), difficulté à uriner, évacuer la vessie (dysurie), douleur vésicale), une agitation, une anxiété.
3 à 10 % des cas de colique néphrétique ont des antécédents familiaux.
Il faut rechercher des antécédents personnels de crises similaires, de lithiase, des facteurs environnementaux (voyage récent, activité physique, immobilisation prolongée, séjour en pays chaud…), des antécédents de maladie osseuse (i.e fragilité osseuse), de certaines maladies digestives ou rénales, la prise de certains médicaments (chimiothérapies anticancéreuses par exemple), certaines habitudes alimentaires (excès de protéines animales par exemple), hydratation insuffisante.

## Examen clinique
Si la colique néphrétique est simple, il n’y a pas de fièvre.
L'examen clinique montre un abdomen souple. Il peut exister une sensibilité à la palpation du flanc concerné ou à sa percussion (c'est le signe de Giordano, dit douleur à l'ébranlement de la fosse lombaire), parfois une contracture des muscles de la fosse lombaire. Chez l’homme, les testicules restent indolores à la palpation.
La recherche de sang dans les urines (hématurie microscopique) doit être systématique bien que l’absence d’hématurie n’exclue pas le diagnostic.

## Diagnostic différentiel
Ce sont les différentes affections urologiques : pyélonéphrite aiguë, les tumeurs des voies urinaires, l'infarctus rénal.
Plusieurs affections non urologiques peuvent occasionner des douleurs identiques : fissuration d'un anévrisme de l'aorte, ulcère gastrique, pancréatite aiguë, appendicite, occlusion intestinale, pneumonie, arthrose lombaire, sciatique et lumbago.

## Examens complémentaires

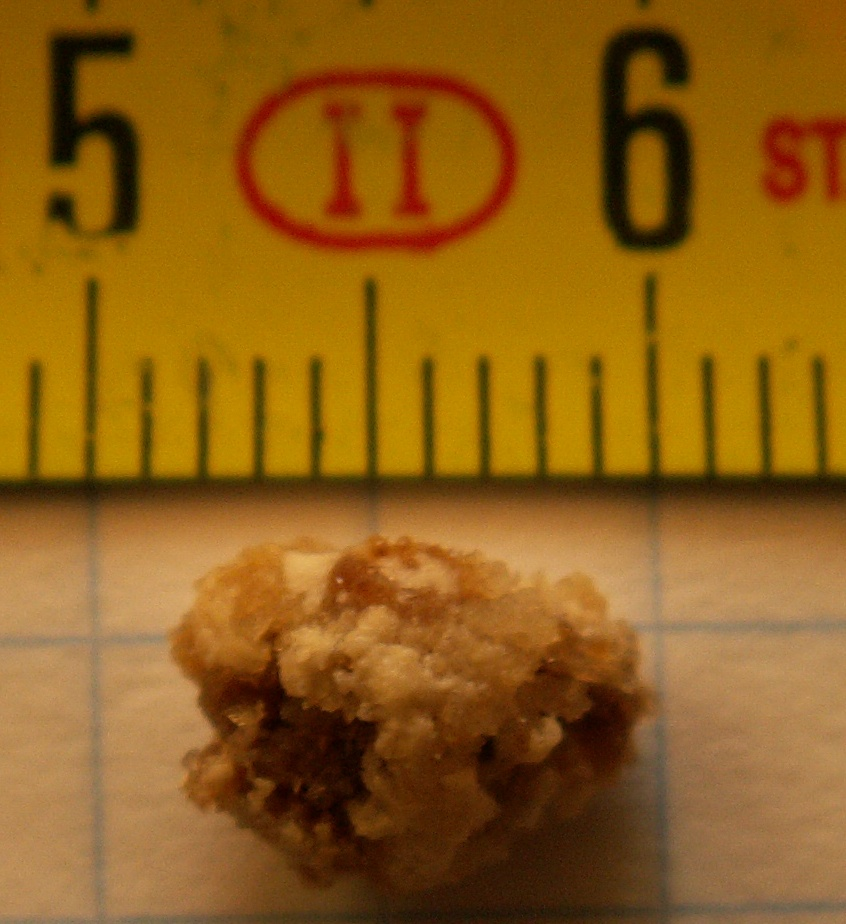
Calcul rénal de 9 mm

Il est nécessaire d’effectuer des examens radiologiques afin d’infirmer ou de confirmer la colique néphrétique, mais également afin d’adapter la prise en charge ultérieure.
L'abdomen sans préparation (ASP), est une radiographie de l’abdomen sans produit de contraste. Elle peut visualiser le calcul (s'il est calcique).
L'échographie Doppler, examen peu performant pour détecter directement une lithiase urinaire, peut détecter une dilatation urétérale de manière retardée même si l’obstruction est totale. Cela reste l'examen de choix chez la femme enceinte.
La tomodensitométrie (TDM), non injectée, permet de mettre en évidence des diagnostics différentiels, en cas de colique néphrétique compliquée. Cet examen possède une grande sensibilité pour la détection des lithiases et un grand intérêt pour définir la stratégie appropriée.
L'imagerie par résonance magnétique met en évidence des signes indirects d’obstruction aiguë, une lithiase non visible par cette technique.
La recherche de complications se fait par un examen cytobactériologique des urines (ECBU), un dosage sanguin de la créatinine. La numération formule sanguine et le dosage de la protéine C réactive (CRP) est indispensable si le patient est fébrile, ainsi que des hémocultures.
La mesure du pH urinaire permet d'orienter la recherche de la cause.

## Traitement

### En urgence
Le but est de faire cesser rapidement les douleurs. La colique néphrétique simple (sans fièvre de pyélonéphrite associée) n'est pas une urgence vitale mais une urgence thérapeutique (urgence douloureuse).
En première intention, le kétoprofène est aussi efficace et mieux toléré que la morphine. Seuls le kétoprofène et le diclofénac ont l’autorisation de mise sur le marché dans la colique néphrétique, mais le kétoprofène seul a une voie d’administration intraveineuse, voie rapide d’action et efficace.
En cas de contre-indication au kétoprofène, on a recours à la morphine.
La chaleur appliquée par une couverture chauffante au niveau des lombes et des flancs a montré une diminution de la douleur, de l’anxiété et des nausées en ambulatoire en attendant l’administration des traitements médicamenteux.

### À moyen terme
Le retour à domicile est préconisé lorsque le calcul a un diamètre inférieur à 10 mm, avec une colique néphrétique simple, avec un anti-inflammatoire non stéroïdien per os pendant sept jours ou un antalgique de palier 2 pendant la même période.
Le tamisage des urines au travers d’un filtre à café et la conservation du calcul expulsé pour la consultation sont préconisés.
L'hydratation et l'alimentation sont normales.
La température doit être surveillée avec une consultation urgente si la température est supérieure à 38 °C, s’il y a présence de frissons, vomissements, malaise, hématurie ou anurie pendant 24 heures.
Une consultation systématique est préconisée entre le troisième et le septième jours chez le médecin généraliste.

#### Tradition médicinale
Selon la tradition, l'aubier de tilleul aiderait à dissoudre les calculs rénaux.

### Prise en charge urologique
Une hospitalisation en urologie est nécessaire quand les calculs urétéraux mesurent plus de 10 mm, une probabilité d’expulsion spontanée jugée faible, des douleurs persistantes malgré un traitement bien suivi, la présence d'une insuffisance rénale ou d'un rein unique.
Ces patients peuvent bénéficier de différentes techniques d’ablation ou de défragmentation des lithiases : la lithotripsie extracorporelle par « ondes de choc » ultrasonores dirigées vers le calcul, ou l'endoscopie percutanée ou par les voies naturelles. Dans certains cas, une chirurgie à ciel ouvert peut être nécessaire.

## Divers
L'écrivain Michel de Montaigne en souffrit personnellement et fit la description de ses maux dans plusieurs essais dont De l'expérience. Le chanteur Georges Brassens était atteint, lui aussi, de ce mal, qui lui fit parfois quitter la scène et pour lequel il fut hospitalisé . Michel Rocard, alors chef du gouvernement français, a fait un malaise en plein conseil des ministres à la suite d'une crise de colique néphrétique.